# Episodi di Christian (seconda stagione)
La seconda stagione della serie televisiva Christian, composta da 6 episodi, è stata trasmessa su Sky Atlantic e in simulcast su Sky Cinema Due oltreché in streaming su Now TV ogni venerdì dal 24 marzo al 7 aprile 2023 in tre prime serate.
| nº | Titolo     | Prima TV      |
| -- | ---------- | ------------- |
| 1  | Episodio 1 | 24 marzo 2023 |
| 2  | Episodio 2 | 24 marzo 2023 |
| 3  | Episodio 3 | 31 marzo 2023 |
| 4  | Episodio 4 | 31 marzo 2023 |
| 5  | Episodio 5 | 7 aprile 2023 |
| 6  | Episodio 6 | 7 aprile 2023 |

## Episodio 1
- Diretto da: Stefano Lodovichi
- Soggetto di: Valerio Cilio, Patrizia Dellea, Valentina Piersanti
- Sceneggiatura di: Valerio Cilio

### Trama
Christian dopo la morte di Lino si trova a dover prenderne il posto e viene idolatrato dagli abitanti di Città Palazzo. Deve però fronteggiare un gruppo di nigeriani facenti capo a tale Taribo che cercano di farsi spazio all’interno del complesso e che hanno ucciso Anna, la vedova di Lino. 
In parallelo padre Klaus continua ad avvicinarsi a Christian ma una sera Matteo, rientrando a casa, lo trova morto nel suo salotto. L’emissario del Vaticano si trova davanti Nera la quale, dopo avergli imposto di far sparire il corpo di Klaus, gli prospetta il piano di fermare Christian.
Davide, figlio di Lino e miglior amico di Christian, viene liberato dalla figlia di Greco che gli ha però massacrato le gambe. Intanto Christian ha di nuovo modo di incontrare il Biondo.
- Guest: Giordano De Plano (Lino).
- Altri interpreti: Ivan Franek (padre Klaus), Milena Mancini (Anna).

## Episodio 2
- Diretto da: Stefano Lodovichi
- Soggetto di: Valerio Cilio, Patrizia Dellea, Valentina Piersanti
- Sceneggiatura di: Valerio Cilio, Stefano Lodovichi

### Trama
Davide ce l’ha con Christian perché ha ucciso suo padre, ma nello stesso tempo gli chiede di portargli chi ha ucciso sua madre. Matteo incontra Christian e gli fa capire di essere pronto a trasferirsi lì per aiutarlo. Christian, spinto da Rachele, come fosse un santo si mette a guarire tutti gli abitante di Città Palazzo. Davide rischia grosso quanto tenta di aggredire uno scagnozzo di Taribo il quale però lo disarma e lo colpisce; l’intervento di Christian calma Taribo. Davide però decide di farsi amputare le gambe dal veterinario del quartiere senza dare la possibilità a Christian di guarirlo. Matteo fa visita a Davide dicendogli che dovrebbe essere lui a prendere il posto del padre. Rachele è in procinto di trasferirsi a Barcellona ma una sera lei è Christian finiscono per baciarsi mentre Taribo li osserva da lontano.
- Altri interpreti: Ivan Franek (padre Klaus).

## Episodio 3
- Diretto da: Stefano Lodovichi
- Soggetto di: Valerio Cilio, Patrizia Dellea, Valentina Piersanti
- Sceneggiatura di: Patrizia Dellea, Stefano Lodovichi

### Trama
Christian e Rachele hanno trascorso la notte insieme. 
Taribo avverte Christian che non riuscirà a tenere a bada i suoi se non si comincerà a guadagnare qualcosa con lo spaccio. Christian però vuole far star bene la gente del quartiere e si prefigge l’obiettivo di raccogliere i 5 milioni necessari. Matteo nel frattempo cerca di portare dalla sua parte Michela Greco. Christian, Davide e Rachele partono per il Marocco per guarire un vecchio boss mafioso in fin di vita salvo poi fare dietrofront una volta trovatisi davanti l’anziano. Ritornato in Italia, Christian riesce a moltiplicare il numero di alcuni gioielli recuperati dal gruppo aumentandone il valore; con il ricavato viene riqualificato il quartiere con l’apertura di alcune attività commerciali. Una sera, durante una cena di quartiere, Stefanuccio muore soffocato davanti a Christian che non riesce a salvarlo. 

## Episodio 4
- Diretto da: Stefano Lodovichi
- Soggetto di: Valerio Cilio, Patrizia Dellea, Valentina Piersanti
- Sceneggiatura di: Valerio Cilio, Stefano Lodovichi, Valentina Piersanti

### Trama
Davide e Michela tornano a parlarsi mettendo da parte il rancore. Christian non si capacita di non essere riuscito a salvare l’amico di sempre. Una sera il veterinario Tomei viene pestato da un ladro. Christian interviene e fa arrestare il malvivente e lo rinchiude nella prigione del quartiere che ha fatto costruire.
- Guest: Giordano De Plano (Lino).

## Episodio 5
- Diretto da: Stefano Lodovichi
- Soggetto di: Valerio Cilio, Patrizia Dellea, Valentina Piersanti
- Sceneggiatura di: Patrizia Dellea

### Trama
Rachele non è per nulla contenta di come stanno andando le cose. Il carcere del quartiere si riempie di ladruncoli, uno dei quali viene ucciso dalle guardie; Christian però si concentra e riesce a farlo resuscitare. Christian è preoccupato per l’andazzo e Davide e Matteo gli consigliano di farsi aiutare. Riunisce quindi tutti i vecchi capi zona chiedendo loro di tenere più controllata la zona. Matteo parla con Rachele e cerca di farle il lavaggio del cervello. Un giorno Tomei fa chiamare Christian perché un ragazzo è finito in overdose. Christian invita nuovamente a cena tutti i boss e lì rimprovera perché lo spaccio è ripreso senza la sua autorizzazione; si capisce che Davide ha tradito l’amico. All’improvviso Michela e i suoi uomini sgozzano i boss escluso Davide che viene comunque risparmiato per volere di Christian.

## Episodio 6
- Diretto da: Stefano Lodovichi
- Soggetto di: Valerio Cilio, Patrizia Dellea, Valentina Piersanti
- Sceneggiatura di: Valerio Cilio

### Trama
Matteo continua nella sua opera di convincimento nei confronti di Rachele. Una sera Christian viene aggredito da due malviventi ma riesce a reagire e a scappare.  Christian viene medicato da Tomei è tenuto nascosto da Rachele non capacità dosi di chi possa volergli male dato che vuole fare solo del bene alla gente di Città Palazzo. Vengono prese di mira anche altre persone vicine a Christian, come Michela, portate via dalle proprie case e impiccate. Dietro a queste azioni violente c’è la mano di Matteo con la regia della Nera con l’unico scopo di annullare Christian. Rachele fa uscire Christian dal nascondiglio e in quel momento Matteo lo colpisce alle spalle. Christian si risveglia incatenato in un cortile murato e riceve le scuse di Rachele; Matteo gli dice che ha dovuto fermarlo quello che era diventato un falso profeta. Esther, la donna che ha sedotto Matteo durante la sua permanenza a Città Palazzo, si scopre essere in realtà un’infiltrata del Biondo con lo scopo di seguire l’emissario del Vaticano fino alla sua presa del potere. La Nera affronta il Biondo riconoscendogli l’abilità di averla ingannata dandole in pasto Christian. Matteo lancia un messaggio ai residenti di Città Palazzo annunciando il fallimento di Christian e chiedendo appoggio per un futuro migliore. La Nera fa visita a Christian dicendogli che lei è la sua unica speranza.
- Guest: Giordano De Plano (Lino).
- Altri interpreti: Selene Caramazza (Benedetta).